# سکنیدازول
سکنیدازول (به انگلیسی: Secnidazole)یک محصول رده درمانی نیترو ایمیدازول، آنتی‌بیوتیک است.

## موارد مصرف
درمان آمیب‌ها و تک یاخته‌ها مانند ژیاردیا، انتاموبا، تریکوموناس، واژینوز باکتریال و باکتری‌های بی هوازی گرم مثبت و گرم منفی مؤثر است و همچنین در عفونت‌های داخل شکمی کاربرد دارد.

## مکانیسم اثر
سکنیدازول یک آنتی‌بیوتیک از گروه نیترو ایمیدازول‌ها و همانند مترونیدازول و تینیدازول است. به سرعت از راه خوراکی جذب می‌شود. نیمه عمر آن ۱۷ تا ۲۹ ساعت است. از جفت عبور می‌کند و در شیر مادر ترشح می‌شود.

## تداخلات دارویی
مصرف همزمان با فنوباربیتال، فنی توئین، ریفامپین و داروهای ضد انعقاد خوراکی مانند وارفارین تداخل دارد.
در صورت مصرف با فلوروکینولون‌ها منجر به تظاهرات اعصاب و تشدید لرزش می‌شود.
در طول درمان از مصرف مشروبات الکلی خودداری شود.

## عوارض جانبی
از جمله عوارض جانبی شایع تر حالت تهوع، استفراغ، بی اشتهایی، لرزش، سرگیجه، خستگی، احساس طعم فلزی در دهان، ندرتاً واکنش‌های آلرژیک پوستی

## موارد منع مصرف
حساسیت شخص به دارو یا مشتقات نیتروایمیدازول‌ها
بیماران مبتلا به اختلالات CNS اعصاب

## مقدار مصرف
- اورتریت و واژینیت: ۲ گرم تک دوز
- اسهال آمیبی روده و ژیاردیازیس: ۲ گرم تک دوز
- اسهال آمیبی کبدی: روزانه ۱٫۵ گرم به مدت ۵ روز

کودکان ۳۰ میلی‌گرم به ازای هر کیلو وزن بدن

## اشکال دارویی
قرص ۵۰۰ میلی‌گرم 